# Big Three
Pour les articles homonymes, voir Trois Grands et Big Three (homonymie).
Big Three (« Les Trois Grands ») est le surnom donné aux trois grands groupes de construction automobile américains, General Motors, Ford et Chrysler au début du XXe siècle, en raison de l'importance de leur production et de leur rang de classement sur leur marché intérieur.

## Évolution du marché
Constitués progressivement par concentration horizontale entre 1910 et 1930, les « Trois grands » détiennent près de 70 % du marché américain à la fin des années 1920. Du début des années 1930 à la fin des années 1970, ils détiennent près de 85 % de leur marché intérieur, avec une pointe à 93 % en 1953. Au cours de cette période, la part moyenne de marché détenue par ces trois groupes est de 45 % pour General Motors, 24 % pour Ford et 16 % pour Chrysler.
La mondialisation de l'économie, et l'ouverture du marché américain à la concurrence à partir de la fin des années 1950, vont progressivement faire baisser cette hégémonie des trois groupes. Le second choc pétrolier en 1979 va développer l'intérêt des consommateurs américains pour les voitures importées, plus petites et moins gourmandes en carburant. Le manque d'anticipation des constructeurs américains et la qualité moindre de leurs produits conduisent à un désintérêt progressif des consommateurs pour leurs constructeurs nationaux.
De 1979 à 2003, les trois grands constructeurs automobiles ont supprimé environ 600 000 emplois aux États-Unis et au Canada, soit plus de la moitié de leurs effectifs.
En 2007, la part des « Trois grands » sur leur marché intérieur est tombée à 54 % (24 % pour General Motors, 16 % pour Ford et 14 % pour Chrysler qui en 1998 fusionne avec l'allemand Daimler-Benz AG et forme la société DaimlerChrysler sous contrôle de Daimler). Le constructeur japonais Toyota est désormais installé à la deuxième place du marché américain et il est devenu premier au cours des premiers mois de 2008.
En novembre 2008, la situation des « Trois grands » est, d'après eux, à la limite de la faillite à la suite de la crise financière mondiale de 2007-2008 . Ces derniers réclament une aide gouvernementale totale de 50 milliards de dollars US pour boucler leur budget courant jusqu'à début 2009. 25 milliards leur ont déjà été accordés en septembre 2008 sous forme de prêt (non-débloqué) par le Congrès et les 25 milliards restants font sujet d'importants débats politiques. Plus de trois millions d’emplois directement liés à l’automobile seraient menacés. En 2009, Chrysler et General Motors se place sous le Chapitre 11 de la loi sur les faillites des États-Unis le temps de se restructurer. Depuis 2012, la production automobile aux États-Unis est de nouveau au niveau d'avant la crise de 2008.
En 2014, Chrysler devient Fiat Chrysler Automobiles, une société italo-américaine, de droit néerlandais, créée par Fiat à la suite du rachat à 100 % du groupe Chrysler en janvier 2014. En 2021, FCA fusionne avec le groupe PSA pour former le groupe Stellantis.
| Pays d'Amérique du Nord | Usines des Big Three en 1980 | Usines des Big Three en 2010 | Usines d'autres constructeurs en 1980 | Usines d'autres constructeurs en 2010 | Total en 1980 | Total en 2010 |
| --- | ---------------------------- | ---------------------------- | ------------------------------------- | ------------------------------------- | ------------- | ------------- |
| États-Unis | 55                           | 24                           | 1                                     | 18                                    | 56            | 42            |
| Canada | 10                           | 5                            | 0                                     | 5                                     | 10            | 10            |
| Mexique | 4                            | 7                            | 2                                     | 3                                     | 6             | 10            |
| Total | 69                           | 36                           | 3                                     | 26                                    | 72            | 62            |
| Ce tableau comprend trois usines qui ont fermé leurs portes (les usines Ford de Saint Paul (Minnesota) le 16 décembre 2011 et St. Thomas (Ontario) le 15 septembre 2011, ainsi que l'usine GM de Shreveport en aout 2012) et deux usines qui ont ouvert en 2011 (VW à Chattanooga et Toyota à Blue Springs dans le comté d'Union (Mississippi)). Le tableau comprend également l'usine de GM de Spring Hill (Tennessee), qui après avoir stoppé son activité de montage entre 2009 et 2011 est en 2015 la plus grande de cette compagnie en Amérique. |                              |                              |                                       |                                       |               |               |

## Le syndrome des Galápagos
En référence à la théorie de l'évolution de Charles Darwin, Peter Cooke, professeur en gestion des entreprises à l'université de Buckingham (Angleterre), explique l'évolution des « Trois grands » par le « syndrome des Galápagos », ; Les constructeurs américains ont bénéficié d'un isolationnisme caractérisé par la géographie, l'abondance d'un carburant bon marché et l'absence d'un taux de taxation élevé.
Confrontés à la mondialisation de l'économie, ils auraient pu disparaître en 2011 faute d'avoir su s'adapter rapidement aux changements imposés par leurs concurrents japonais et européens.